# Hipóloco de Macedonia
Hipóloco  (en griego antiguo: oἹππόλοχος) fue un escritor macedonio, alumno de Teofrasto, que escribió a su amigo Linceo de Samos la descripción de un festín de boda en Macedonia a comienzos del siglo III a. C. El novio era un tal Carano, probablemente un pariente del general Cárano, que había sido compañero de Alejandro Magno. La carta sobrevive porque la cita extensamente Ateneo en el Banquete de los eruditos.